# Maria Paschalis Jahnová

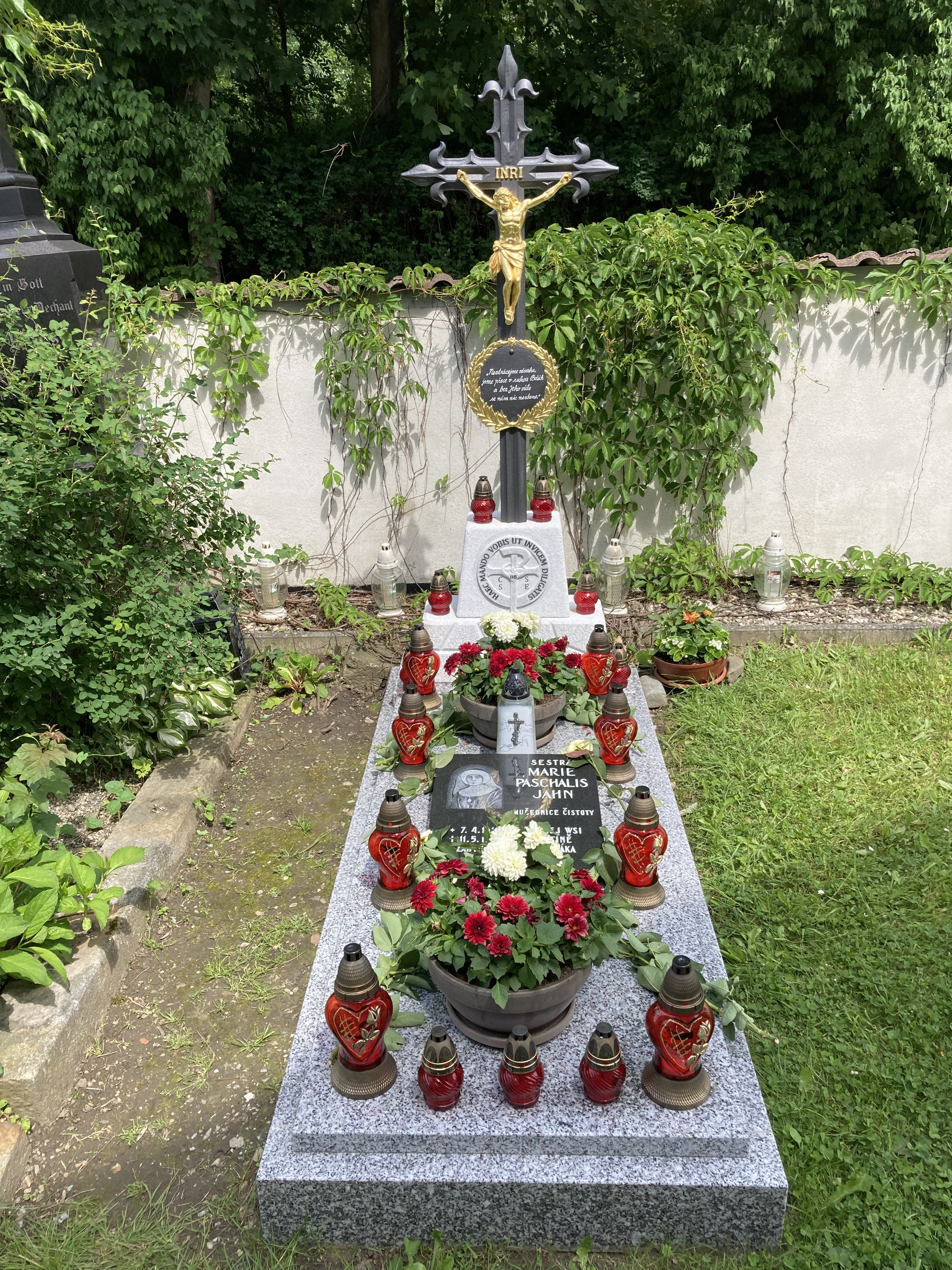
Hrob Bl. Marie Paschalis Jahnové

Blahoslavená Maria Paschalis Jahnová, CSSE (7. dubna 1916, Nisa – 11. května 1945, Sobotín) byla německá řeholnice kongregace šedých alžbětinek, která zemřela mučednickou smrtí na konci druhé světové války v Sobotíně.

## Život
Marie Magdalena Jahnová byla prvním ze čtyř dětí Karla Edwarda Jahna a Berty roz. Kleinové. V roce 1937, když jí bylo 21 let, vstoupila do kláštera šedých alžbětinek, noviciát začala 3. října 1938, 19. října 1939 složila první sliby a přijala řeholní jméno Maria Paschalis. V letech 1939–1942 se v Kluczborku a Hlubčicích starala o děti a přestárlé. Od roku 1942 působila v Nise jako kuchařka a pečovala o staré spolusestry. Když Nisu v březnu 1945 obsadila sovětská vojska, utekla se svými svěřenkami do Sobotína, kde byla zřízena nemocnice v místní škole.
I do Sobotína přišla sovětská vojska. Jeden z ruských vojáků začal po sestře Marii Paschalis vyžadovat, aby „šla s ním“. Sestra to odmítla s poukazem na to, že je zasvěcená osoba a odmítnutý voják ji zastřelil. Krátce po smrti začala být nazývána „bílou růží z Čech“.

## Beatifikační proces
Další informace: Maria Paschalis Jahnová a devět společnic
Po nihil obstat ze strany Kongregace pro blahořečení a svatořečení ze dne 28. června 2011 byl dne 25. listopadu zahájen diecézní proces v kauze blahoslavení S. Marie Paschalis a jejích devíti společnic v arcidiecézi vratislavské, zakončený 26. září 2015. Po přezkoumání v Římě podepsal papež František dne 19. června 2021 dekret o tom, že Marie Paschalis a jejích 9 spolusester zemřely „in odium fidei“ (z nenávisti k víře). Blahořečena byla dne 11. června 2022 v katedrále sv. Jana Křtitele ve Vratislavi.